# Gånghester och Målsryd
Gånghester och Målsryd – miejscowość (tätort) w Szwecji, w regionie administracyjnym (län) Västra Götaland, w gminie Borås.
Według danych Szwedzkiego Urzędu Statystycznego liczba ludności wyniosła: 2533 (31 grudnia 2015), 2539 (31 grudnia 2018) i 2514 (31 grudnia 2019).